# Rudolf Klein (Landrat)

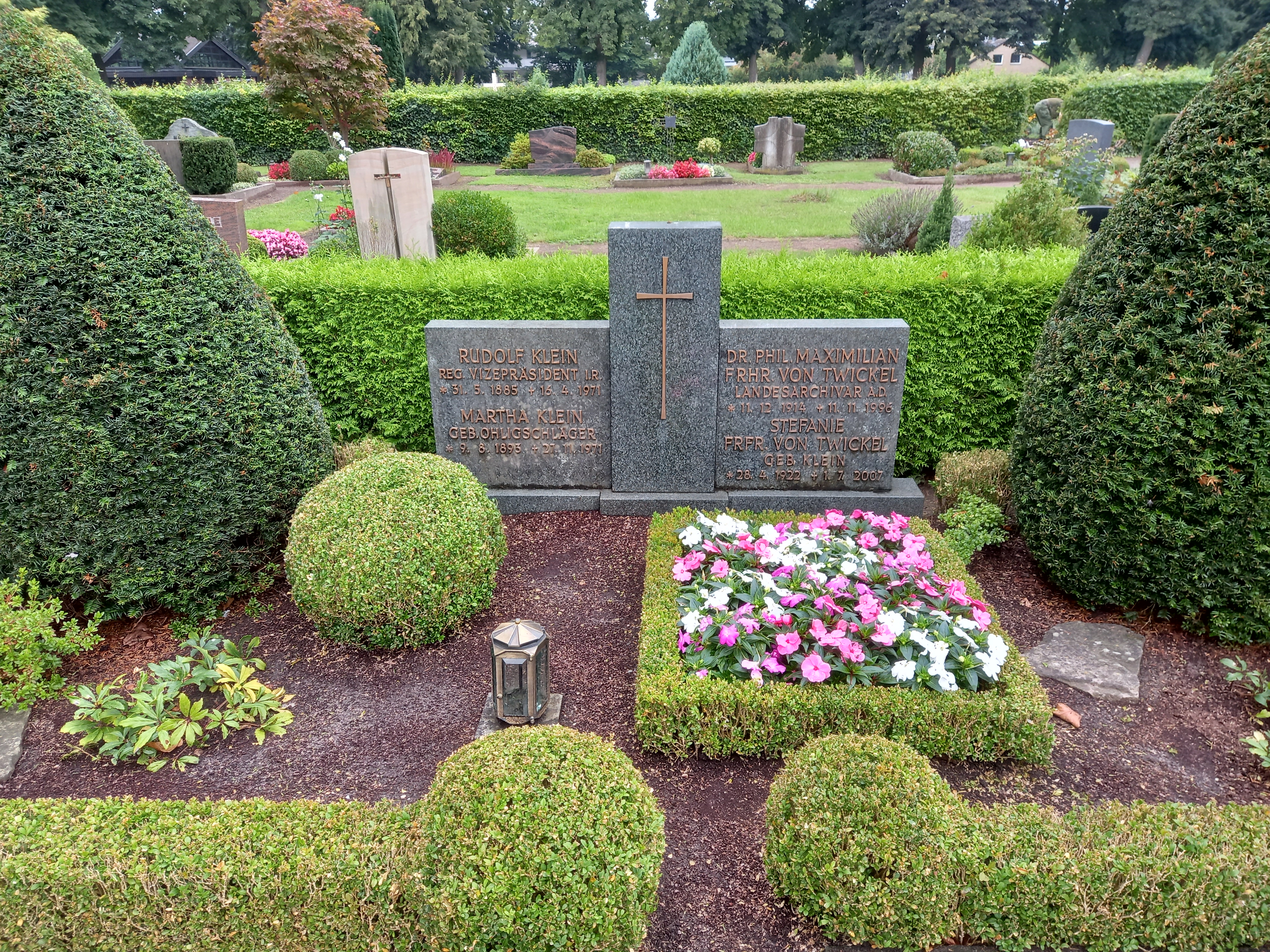
Das Grab von Rudolf Klein und seiner Ehefrau Martha geborene Ohlschläger auf dem neuen Friedhof St. Mauritz in Münster

Rudolf Klein (* 31. Mai 1885 in Düsseldorf; † 16. April 1971 in Münster) war ein deutscher Verwaltungsjurist, Landrat und Regierungsvizepräsident.

## Leben
Als Sohn der Eheleute Friedrich Wilhelm Klein, Landesdirektor bzw. Landeshauptmann der Rheinprovinz (1883–1903), und Bertha Riesen (1853–1941) geboren, absolvierte Klein nach dem Abitur in seiner Heimatstadt Düsseldorf von 1903 bis 1906 ein Studium der Rechtswissenschaften an den Universitäten Kiel und Bonn. Ab 1906 leistete er sein Referendariat am OLG Köln und am Amtsgericht Königswinter ab. 1907 wirkte er als Regierungsreferendar bei der Regierung Köln. Nach der großen juristischen Staatsprüfung war er ab Mai 1911 als Regierungsassessor und Hilfsarbeiter beim Landrat in Kolberg tätig. 1914 wirkte er vertretungsweise als Landrat im Kreis Colberg-Cörlin. 1916 übernahm er vertretungsweise das Landratsamt im Kreis Merzig. 1919 dort zum Landrat ernannt, blieb er im Amt bis 1930. Ab 13. Dezember 1932 bekleidete Klein das Landratsamt im Kreis Coesfeld, bis er 1936 vertretungsweise das Amt des Regierungspräsidenten im Regierungsbezirk Trier übernahm. 1937 wurde er Regierungsvizepräsident im Regierungsbezirk Münster und blieb dort bis Kriegsende im Amt. Ab dem 4. Mai 1945 war er geschäftsführend Oberpräsident der Provinz Westfalen.
Im Juni 1945 erfolgte die Amtsenthebung und Verhaftung durch die britischen Besatzungsbehörden. Im August 1947 trat Klein in den Ruhestand.
Klein war Mitglied im Nationalsozialistischen Kraftfahrkorps (NSKK) und wurde 1933 zum Oberscharführer ernannt.
Im Jahre 1919 heiratete er Martha Ohligschlaeger. Aus dieser Ehe ging eine Tochter hervor.